# Phil Neville
Philip John Neville (Bury, Inglaterra, 21 de enero de 1977) es un exfutbolista y entrenador británico que jugaba como defensa o centrocampista. Jugó la mayor parte de su carrera en el Manchester United F. C. donde permaneció durante 11 temporadas, desde 1994 hasta 2005. Su último equipo fue el Everton F. C. Es el hermano menor de Gary Neville. Actualmente dirige al Portland Timbers.
En 2014, adquirió el 10% del Salford City F. C.
Fue miembro del cuerpo técnico del Valencia C. F. en 2015, habiendo trabajado primero con Nuno Espírito Santo y después con su hermano Gary Neville como primer entrenador. Hasta mayo de 2023 era entrenador del Inter de Miami.

## Carrera como jugador

### Manchester United
Nacido en Bury, Gran Mánchester, Neville, junto con su hermano Gary, fue uno de "Fergie's Fledglings (Los polluelos de Fergie)". Phil asistió a la Elton High School, donde fue Diputado Head Boy. Comenzó a entrenar en la Manchester United Academy junto con su hermano, y luego se unió como aprendiz, haciendo su debut en el primer equipo en la temporada 1994-95, donde no tuvo muchas oportunidades en el primer equipo hasta la temporada siguiente. 
Mientras que en Old Trafford, Neville ayudó al United a ganar seis títulos de la Premier League, tres FA Cups y la UEFA Champions League. No se estableció como el primer lateral izquierdo del club hasta principios de la década de 2000 debido a la consistencia del mucho más viejo Denis Irwin. Tiempo después y luego de no tener la continuidad que deseaba decide dejar a Los Diablos Rojos tras 11 años.

### Everton F. C.
El 4 de agosto de 2005, Neville se unió por una tarifa de transferencia de 3,5 millones de libras a Everton y firmó allí un contrato de cinco años. Debido a su estilo de juego amigable con el equipo, su disposición a correr y su capacidad para ocupar varios puestos, rápidamente se convirtió en el jugador favorito del entrenador David Moyes, quien finalmente lo convirtió en el segundo capitán detrás de David Weir. Cuando Weir se fue en enero de 2007 a los Rangers de Glasgow, finalmente se convirtió en el primer capitán del equipo.
El 9 de abril de 2013, anunció que abandonaría Everton al final de la temporada cuando finalizara su contrato. Posteriormente, anunció su retiro del fútbol profesional.

## Selección nacional
Neville debutó con Inglaterra el 23 de mayo de 1996 en un amistoso frente a China, el partido terminó 3-0 a favor de los ingleses. Fue regularmente llamado para jugar con su selección, y aunque nunca tuvo los minutos que deseaba y nunca jugó un Mundial logró formar parte de las plantillas que participaron en las Eurocopas de 1996, 2000 y 2004.

### Participaciones en Eurocopas
| Edición       | Sede                   | Resultado        |
| ------------- | ---------------------- | ---------------- |
| Eurocopa 1996 | Inglaterra             | Semifinales      |
| Eurocopa 2000 | Bélgica y Países Bajos | Primera fase     |
| Eurocopa 2004 | Portugal               | Cuartos de final |

## Clubes

#### Como jugador
| Club                    | País       | Año         |
| ----------------------- | ---------- | ----------- |
| Manchester United F. C. | Inglaterra | 1994 - 2005 |
| Everton F. C.           | Inglaterra | 2005 - 2013 |

#### Como entrenador
| Club               | País           | Año           |
| ------------------ | -------------- | ------------- |
| Selección femenina | Inglaterra     | 2018-2021     |
| Inter de Miami     | Estados Unidos | 2021-2023     |
| Portland Timbers   | Estados Unidos | 2023-presente |

## Estadísticas como entrenador de fútbol
| Club               | País           | Año       | PJ  | PG | PE | PP | Efectividad |
| ------------------ | -------------- | --------- | --- | -- | -- | -- | ----------- |
| Selección femenina | Inglaterra     | 2018-2021 | 35  | 19 | 5  | 11 | 59.05%      |
| Inter de Miami     | Estados Unidos | 2021-2023 | 90  | 35 | 13 | 42 | 43.7%       |
| Portland Timbers   | Estados Unidos | 2023-Act. | 68  | 27 | 19 | 22 | 49.02%      |
| Total              | Total          | Total     | 193 | 81 | 37 | 75 | 48.36%      |

## Palmarés

### Campeonatos nacionales
| Título           | Club                    | País       | Año     |
| ---------------- | ----------------------- | ---------- | ------- |
| Premier League   | Manchester United F. C. | Inglaterra | 1995/96 |
| FA Cup           | Manchester United F. C. | Inglaterra | 1995/96 |
| Community Shield | Manchester United F. C. | Inglaterra | 1996    |
| Premier League   | Manchester United F. C. | Inglaterra | 1996/97 |
| Community Shield | Manchester United F. C. | Inglaterra | 1997    |
| Premier League   | Manchester United F. C. | Inglaterra | 1998/99 |
| FA Cup           | Manchester United F. C. | Inglaterra | 1998/99 |
| Premier League   | Manchester United F. C. | Inglaterra | 1999/00 |
| Premier League   | Manchester United F. C. | Inglaterra | 2000/01 |
| Premier League   | Manchester United F. C. | Inglaterra | 2002/03 |
| Community Shield | Manchester United F. C. | Inglaterra | 2003    |
| FA Cup           | Manchester United F. C. | Inglaterra | 2003/04 |

### Campeonatos internacionales
| Título                | Club                    | Sede      | Año  |
| --------------------- | ----------------------- | --------- | ---- |
| UEFA Champions League | Manchester United F. C. | Barcelona | 1999 |
| Copa Intercontinental | Manchester United F. C. | Tokio     | 1999 |

### Distinciones individuales
| Distinción                                         | Año  |
| -------------------------------------------------- | ---- |
| Premio Jimmy Murphy al Mejor Jugador Joven del Año | 1994 |